# Gladys Oyenbot
Gladys "G'dah" Oyenbot là một nữ diễn viên, ca sĩ và nhà sản xuất người Uganda. Cô hiện đang đóng vai Dorotia trên phim Mpeke Town phát sóng trên cả hai kênh Urban TV và Bukedde TV. Gladys đóng vai chính trong bộ phim truyền hình đoạt giải thưởng Yat Madit như Beatrice. Và tại thời điểm này, cô đóng vai Amanda trong bộ phim truyền hình sắp tới của Nana Kagga, Reflections và Kisaka trong Kafacoh một bộ phim nổi tiếng được đánh giá cao.
Cô được biết đến rộng rãi khi đóng vai kép Lupita Nyong'os trong phim Queen of Katwe.

## Nghề nghiệp
Kể từ cuối năm 2016, Oyenbot đóng vai chính trong vai Beatrice, một người mẹ và người vợ bị bạo lực gia đình âm thầm trên loạt phim truyền hình Yat Madit phát sóng trên NTV Uganda.
Cô cũng đóng vai Amanda, một người phụ nữ có những vấn đề về lòng tin do những mối quan hệ trong quá khứ của cô, người đã yêu một người đàn ông đã lập gia đình và là cha của đứa con chưa sinh của mình trong bộ phim truyền hình sắp tới của Nana Kagga mang tên Reflections.
Oyenbot đóng hai vai trong Nữ hoàng Katwe của Mira Nair là người bán hàng mà Lupita Nyong'o (mẹ của Phionah Mutesi) mua parafin để đốt đèn để con gái có thể đọc sách cờ vua vào ban đêm và vai kép Lupita.
Oyenbot đã tham gia vào nhiều tác phẩm trên sân khấu. Tuy nhiên, cô được biết đến với những màn trình diễn nổi bật trong vở kịch Matei Visniec, "The Body of a Woman như một chiến trường trong cuộc chiến Bosnia", một chương trình sân khấu của đạo diễn Aida Mbowa với vai diễn Desperate đấu tranh đối với bạo lực tinh thần và các vở kịch sân khấu nổi tiếng thế giới như Heaven's Gate, Hell's Flames, Restore Tour: Child Soldier No More, bản chuyển thể của KAD với các vở kịch của William Shakespeare, Much Ado About Nothing, bi kịch Macbeth và Oliver Twist của Charles Dickens. Cô cũng diễn trong Silent Voices: một vở kịch phản ánh quan điểm và cảm xúc của chiến tranh tại miền bắc Uganda.